# 도착예정시간
도착예정시간(到着豫定時間, 영어: estimated time of arrival, ETA)은 선박, 차량, 항공기, 화물, 응급 서비스, 사람이 특정 장소에 도착할 것으로 예상되는 시간이다.
특히 기차, 버스, 비행기 등 대중교통기관에서 사용되는 경우가 많으며, 반대어로 출발예정시간(estimated time of departure, ETD)과 같이 사용되는 경우가 많다.